# Hidden Hills
Hidden Hills è una città della Contea di Los Angeles, in California (Stati Uniti). È una gated community situata sul lato meridionale delle Simi Hills, facenti parte delle Transverse Ranges, in prossimità delle Santa Monica Mountains, sul limite occidentale della Valle di San Fernando. Hidden Hills confina a nord con la Upper Las Virgenes Canyon Open Space Preserve, una riserva naturale. Hidden Hills venne concepita e sviluppata negli anni 1960 dall'architetto e imprenditore A. E. Hanson, autore inoltre dell'analogo progetto relativo all'insediamento di Rolling Hills.